# Маріб

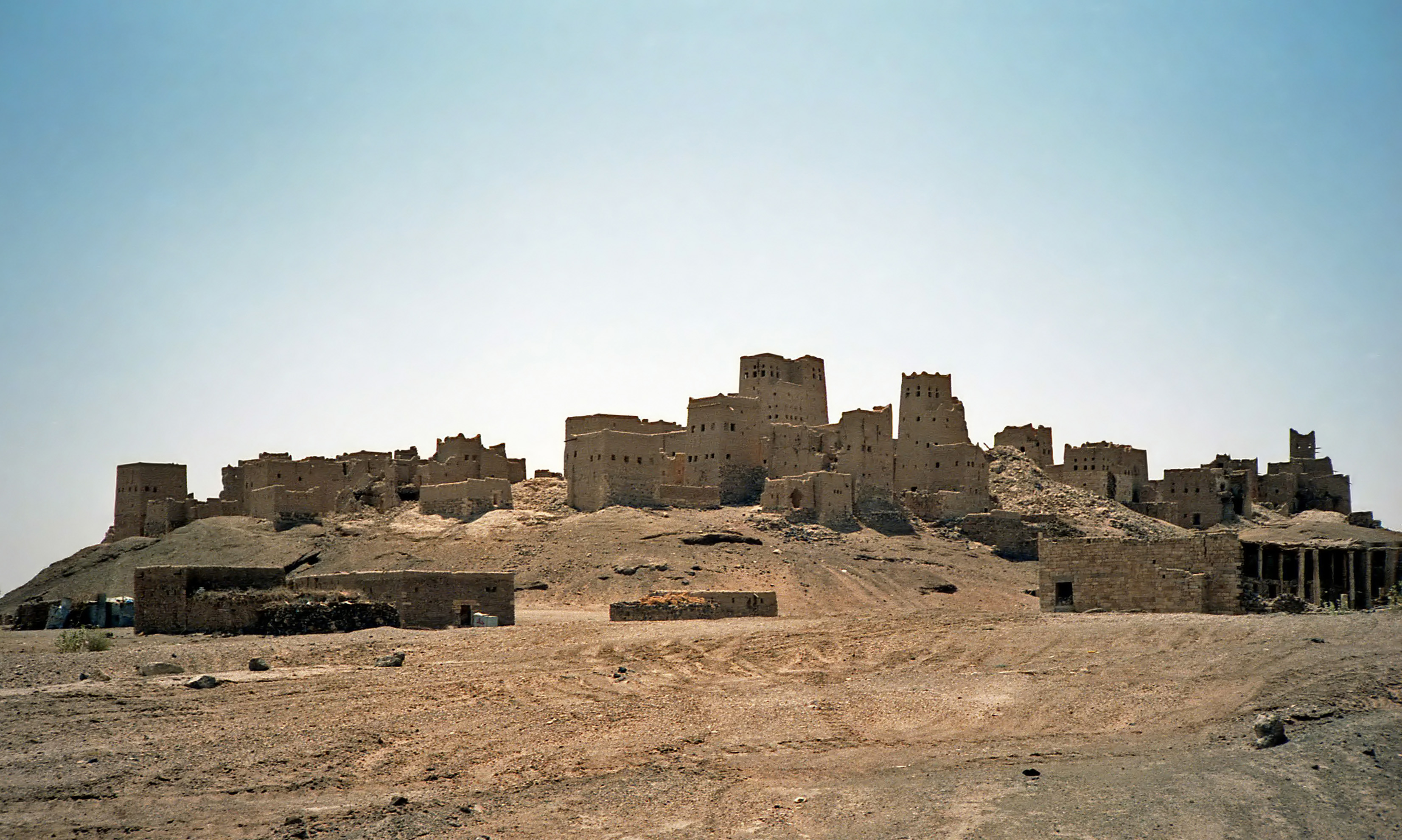
Руїни Стародавнього Маріба, на південь від сучасного міста

Маріб (араб. مأرب) — місто в Ємені, адміністративний центр мухафази Маріб. Є одним з найстародавніших міст в Азії.

## Розташування
Оаза Маріб розташований в центральному Ємені за 135 км на схід від столиці — Сани; на південному заході пустелі Руб Аль Халі. Оаза оточена вулканічними долинами Хашаба, пісками пустелі Рамлат і вапняковими відрогами Джабаль Балака. Вади Дана розділяє оазу на двоє: північну оазу Абйан і південну — Йасран. Стародавній Маріб знаходиться на півночі ваді Дана в центрі іригаційних полів, тоді як сучасне місто Маріб розташовується ще північніше.

## Історія
Територія древнього Маріба всіяна значним числом стародавніх поселень, місць поклонінь, кладовищ, сільськогосподарських будівель і іригаційних систем. Згідно радіовуглецевому аналізу, перше поселення на території Маріба виникло близько 1900 до н. е. З 1200 р бере свій початок південноаравійська культура, коли було засновано Сабейське царство.

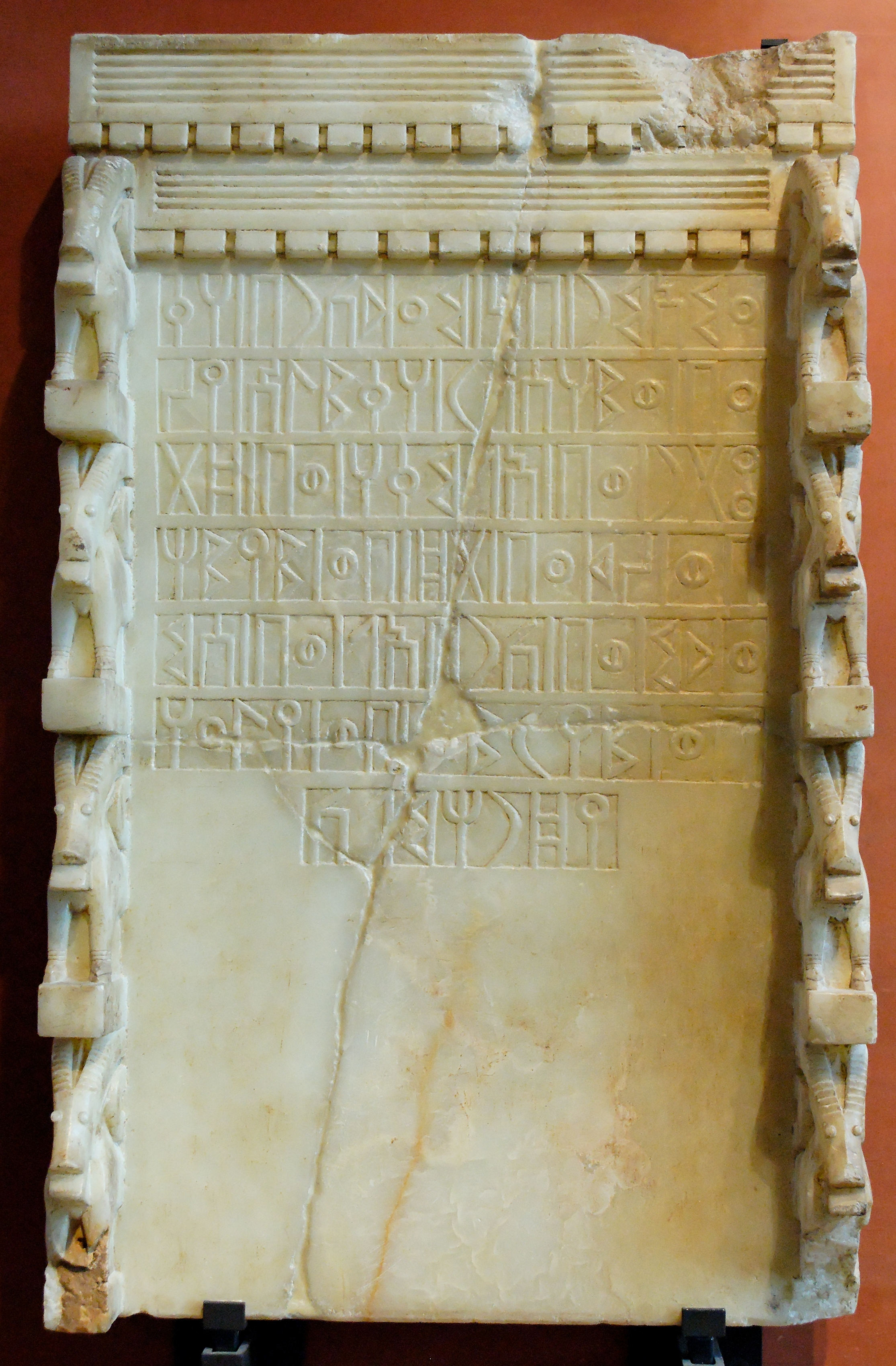
Древньосабейська присвята, напис Алмакаху

Історія стародавнього Маріба відображена в написах, залишених царями Саби. Царство досягло свого піку в VII столітті до н. е. за часів царя Каріба'їла Ватара I. У 2-ій половині I тис. до н. е. царі Саби втрачають контроль над багатьма територіями, а домінуюча роль в Південній Аравії переходить до Катабану. У I ст. до н. е. контроль над Марібом встановлює Хим'яр. У 25 р. до н. е. е. римський другий префект Єгипту, Елій Галл, з 3 легіонами і допоміжними військами Ірода Великого зробив невдалий похід в регіон і в межах Маріба губляться сліди його армії. На початку II в. Саба виходить з-під контролю Хим'яр а і Маріб знову стає столицею незалежного царства, але до III століття Хим'яр знову стає домінуючим царством в регіоні. У боротьбі з Аксумом і арабськими племенами проходить все царювання монархів Хим'яру аж до 525 року, коли юдейський цар Зу Нувас Юсуф Асар Ясар (Масрук) загинув під ударами Ефіопії та Візантії. До початку VII століття християнство було домінуючою релігією регіону. У 628 році приходить іслам і Маріб починає занепадати. Лише з 1984 року сучасний Маріб отримав деяке пожвавлення, перетворившись на базу для розробки нафтових родовищ в Аліфі.
10 червня 2021 року прихильники Ансар Аллаху завдали ракетних ударів по місту, кілька снарядів влучили в житлові квартали, загинуло щонайменше 8 жителів, поранено 27.